# Чёртова дюжина из Шанхая
«Чёртова дюжина из Шанхая» (кит. трад. 上海灘十三太保, упр. 上海滩十三太保, палл. Шан Хай тань: Ши сань тай бао, англ. The Shanghai Thirteen) — фильм с боевыми искусствами режиссёра Чжан Чэ, вышедший в 1984 году. Фильм совместного производства Тайваня и Гонконга.

## Сюжет
Во время Японо-китайской войны китайский патриот, г-н Гао, недовольный действиями режима Ван Цзинвэя, благодаря помощи вора по прозвищу Чёрная Шляпа крадёт правительственный договор с японцами. Теперь безопасность Гао находится под угрозой. Он прибывает в Шанхай, где находятся 13 отъявленных. Один из них, босс Шэнь, соглашается помочь Гао. Шэнь успешно устраняет Снайпера и посылает Курильщика для безопасности Гао. Плохие парни выяснили местонахождение Гао, а хорошие готовы умереть за него, ведь у него находится документ, от которого зависит будущее страны. Сначала плохие парни убивают Курильщика; затем гибнет владелец прачечной и Богач от рук Тигра. Однако Студенту ценой собственной жизни удаётся устранить Тигра. Далее Гао приезжает в казино, где Странник и Молодой Мастер вместе со своими людьми расправляются с Леопардом и Медведем, но Странник гибнет от Быстрого Лезвия. Молодой Мастер спасает Гао, и они оба отправляются в гавань, чтобы оттуда добраться до Гонконга. Около неё Мастер гибнет от рук плохих парней, но на помощь приходит Главный и его люди. В это время туда же приходят Быстрое Лезвие, Чёрный Орёл и плохие парни. Сначала Лезвие помогает Главному разобраться с Орлом и другими. Однако, после того, как остались Гао, он и Главный, Лезвие бросает вызов Главному, чтобы проверить, чьё мастерство лучше. В этой схватке Главный одерживает победу, а потом помогает Гао выбраться из Шанхая.

## В ролях
| Актёр         | Роль                         |
| ------------- | ---------------------------- |
| Джимми Ван    | Чёрная Шляпа                 |
| Чэнь Гуаньтай | Большой Босс, Шэнь Ганфу     |
| Дэнни Ли      | Снайпер, Сяо Ян              |
| Цзян Шэн      | Курильщик, Фэн Цзиньбан      |
| Вон Чун       | Монокль, владелец прачечной  |
| Лу Фэн        | Тигр                         |
| Лён Каянь     | Богач, Тао Дае               |
| Чжу Хайлин    | сестра Тао, девушка Студента |
| Энди Лау      | Студент, Гуань Вэй           |
| Дэвид Цзян    | Странник, Е Буфань           |
| Лэй Чунъят    | Молодой Мастер, Лай Тачунь   |
| Ци Гуаньцзюнь | Большой Леопард, Юань Хай    |
| Вон Чхин      | Медведь, Сюн Ли              |
| Рики Чэн      | Быстрое Лезвие, Сян Фан      |
| Ти Лун        | Главный                      |
| Сонни Ю       | Маленький Леопард, Юань Цзян |
| Чэнь Син      | Чёрный Орёл, У Дали          |
| Цзян Мин      | Гао                          |
| Цзя Кай       | жулик в казино               |
| Чён Тхайлёнь  | Вэй Сяотянь                  |
| Ип Фэйён      | Сяосунь                      |

## Съёмочная группа
- Компания: Tai Tai Film Co., Hong Kong Chang He Motion Picture Co., Ltd.
- Продюсер: Чим Сэкфань
- Режиссёр и сценарист: Чжан Чэ
- Ассистент режиссёра: Лу Фэн, Цзян Шэн[англ.]
- Постановка боевых сцен: Лау Кавин, Цзян Шэн, Лу Фэн, Вон Куокчхю, Рики Чэн
- Художник: Цзоу Чжилян, Гу Нинъюань
- Редактор: Линь Шаньлян
- Грим: Ван Вэнли
- Оператор: У Гожэнь
- Композитор: Хуан Маошань

## Восприятие
Алексис Шефц с сайта Easternkicks в своём заключении написал, что «звёздный актёрский состав превосходит низкобюджетное производство и сюжет, толщиной с лист бумаги», оценив картину в 3,5 балла из возможных 5. Глен Стэнвэй, оценивший ленту в 7 из 10, заявляет, что «несмотря на то, что это не достигает высот более очевидных классических фильмов Чжан Чэ, здесь имеется достаточно, чтобы насладиться боевой хореографией». Борис Хохлов на сайте HKcinema в своей рецензии раскритиковал фильм за простоту сюжета, недостаток разнообразия и не дотягивающие до стандартов середины 80-х бои, в итоге оценил фильм на 3 балла из 5. Авторы книги The Encyclopedia of Martial Arts Movies, поставившие фильму максимальные 4 звезды, поясняют: 
Это действительно возбуждающе увидеть суперзвёзд кунг-фу 60-х и 70-х вместе в этом совершенно замечательном, хотя и мрачном и весьма драматичном эпике с боевыми искусствами.